# Secamone kjellbergii
Secamone kjellbergii är en oleanderväxtart som beskrevs av Klack.. Secamone kjellbergii ingår i släktet Secamone och familjen oleanderväxter. Inga underarter finns listade i Catalogue of Life.